# Crisia acropora
Crisia acropora är en mossdjursart som beskrevs av Busk 1852. Crisia acropora ingår i släktet Crisia och familjen Crisiidae. Inga underarter finns listade i Catalogue of Life.